# 内本実

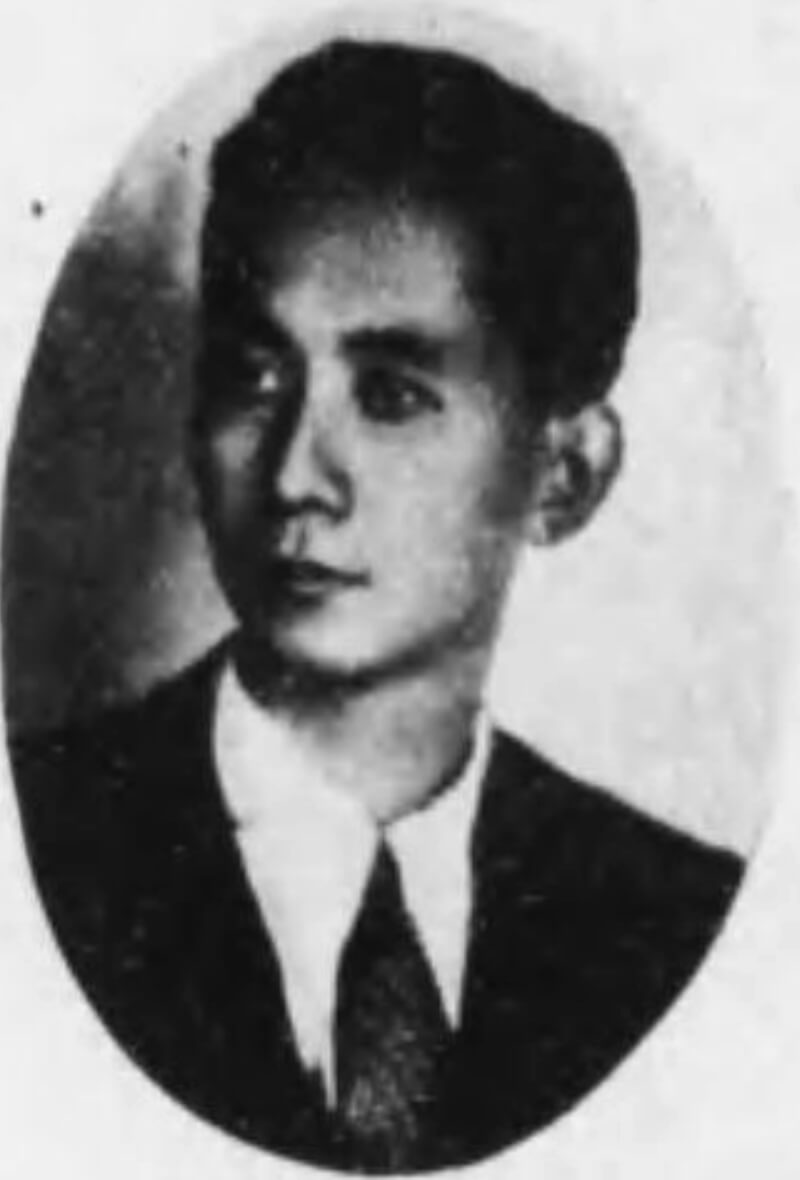
1935年撮影

内本 実（うちもと みのる、1905年6月11日 - 1985年11月15日）は、昭和期日本の歌手。大阪市出身。

## 経歴
大阪音楽学校を卒業後、イタリアへ留学し、帰国後の1933年（昭和8年）、コロムビア専属歌手となる。
1938年（昭和13年）には、タイヘイレコードで『愛国行進曲』を吹き込んでいる。
戦後は、NHK名古屋放送局で女声合唱団の番組「花のコーラス」の指揮者、大垣女子短期大学の理事を経て学長を務める。
1985年（昭和60年）11月15日死去。享年80。